# Cheryl Lynn
Lynda Cheryl Smith (Los Ángeles, California, 11 de marzo de 1957), más conocida como Cheryl Lynn es una cantante estadounidense de R&B, Soul y Disco famosa a finales de los años setenta e inicios de los años ochenta, especialmente por sus canciones Got To Be Real (1978), Shake It Up Tonight (1981), If This World Were Mine (a dueto con Luther Vandross) (1982) y Encore (1983).

## Inicios
La carrera musical de Cheryl Lynn comienza en el coro de su iglesia aun siendo niña. En 1976 comienza su carrera profesional como cantante de apoyo en la gira nacional de la obra The Wiz antes de llegar a ser la Bruja Malvada del Oeste.
Cheryl participó en el concurso The Gong Show en donde ganó cantando la canción de Joe Cocker You Are So Beautiful. Lynn contaba que los ejecutivos de la industria musical comenzaron a llamarla apenas sucedió su victoria.

## Éxito y carrera posterior
Cheryl firmó con Columbia Records y lanzó el álbum titulado Cheryl Lynn producido por el teclista David Paich del grupo Toto. Este disco contenía su mayor éxito en listas hasta el momento, la canción "Got to Be Real" que fue coescrita por Paich y Lynn y que es considerada una de las canciones definitivas de la era disco. llegó al puesto 1 el Billboard Hot 100 y al número 1 en listas de R&B.
Lynn tendría éxitos posteriores con los temas "Star Love" de 1979, "Shake It Up" Tonight de 1981, "If This World Were Mine" a dúo con Luther Vandross en 1982 versionando la canción original de Marvin Gaye y Tammi Terrell, "Encore" de 1984 que llegó al puesto 1 en listas R&B escrita y producida por Jimmy Jam y Terry Lewis y finalmente en 1989 con "Every Time I Try To Say Goodbye". Cheryl además hizo voces en la canción Georgy Porgy en el álbum debut de Toto.
También colabora en discos de otros artistas, destacando sus coros en el tema All the Strength We Got de 1980, del álbum "I am the living" de Jimmy Cliff.
En 1995 Lynn y el productor Teddy Riley se unieron para grabar su último álbum hasta la fecha llamado Good Time. Fue lanzado en Japón, el Reino Unido y posteriormente en Estados Unidos.

## 2000-presente
Cheryl se ha mantenido ocupada con giras por Japón y presentaciones eventuales en Estados Unidos especialmente en eventos de caridad en la ciudad de Los Ángeles. En el año 2000 trabajó con el artista de Hip-Hop J Supreme en su canción "Your Love" (Encore') que se basaba en su éxito "Encore". En el año 2004 grabó la canción "Sweet Kind Of Life" para la banda sonora de la película El espantatiburones. El 19 de septiembre de 2005 la canción "Got to Be Real" entró al Dance Music Hall of Fame.

## Discografía

### Álbumes
Columbia Records
- Cheryl Lynn (1978)
- In Love (1979)
- In the Night (1981)
- Instant Love (1982)
- Preppie (1983)
- It's Gonna Be Right (1985)